# Македония (площад във Варна)
Вижте пояснителната страница за други значения на Македония.
„Македония“ е площад в центъра на град Варна, в пространство между булевард „Христо Ботев“, улица „Д-р Пискюлиев“, булевард „Съборни“ и улица „Бачо Киро“.
Старото име на площада е „Понеделнишки пазар“. Името „Македония“ е дадено на сесия на варненския общински съвет от 9 април 2003 г. по случай отбелязването на 100 години от Илинденско-Преображенското въстание.
През 2009 г. бившият пазар е преустроен и площадът е превърнат в градина с детски площадки и заведения на открито.